# William Henzell

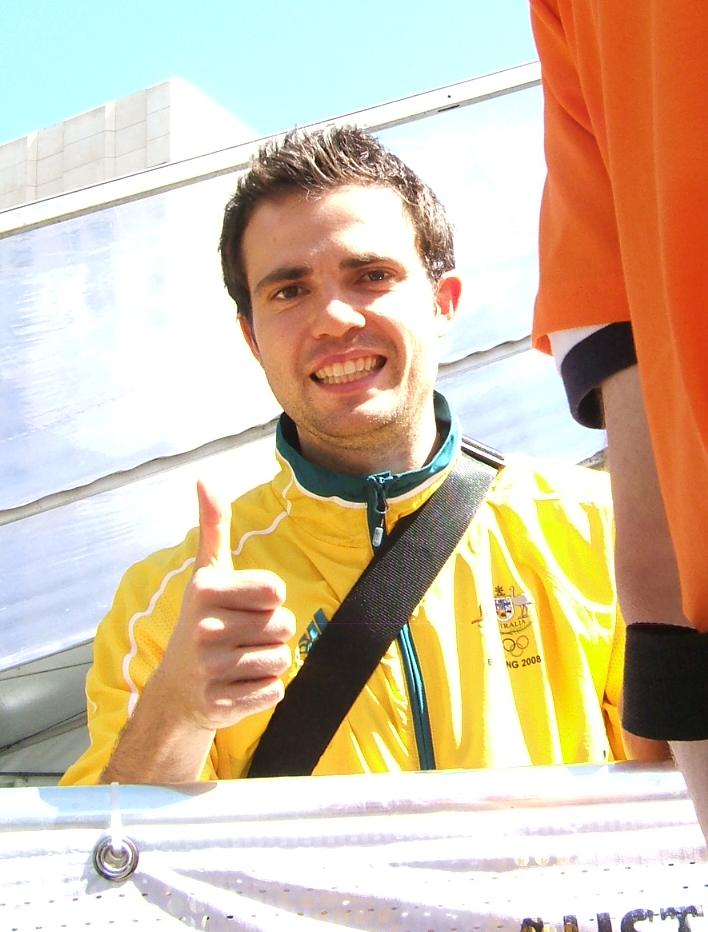
William Henzell bei den Olympischen Spielen 2008

William Henzell (* 23. März 1982 in Bedford Park, South Australia) ist ein australischer Tischtennisspieler, der seit 1999 international auftritt. Er nahm bisher (2016) an zehn Weltmeisterschaften und drei Olympischen Spielen teil.

## Werdegang
William Henzell wurde 1982 in Bedford Park, einem Vorort von Adelaide, geboren. 1999 trat er erstmals international auf, und zwar bei einem ITTF-Pro-Tour-Turnier in Melbourne.
Am erfolgreichsten schnitt er bei den Commonwealth-Turnieren und bei Ozeanienmeisterschaften ab. Bei Ozeanienmeisterschaften gewann er neunmal Gold, zweimal Silber und viermal Bronze. 2004 kam er bei den Commonwealth-Meisterschaften bis ins Halbfinale. 2006 erreichte er bei den Commonwealth Games im Einzel das Endspiel, das er gegen den Inder Kamal Sharath Achanta verlor. Von 2001 bis 2012 war William Henzell bei zehn Weltmeisterschaften vertreten, kam dabei jedoch nie in die Nähe von Medaillenrängen.
2004 qualifizierte sich William Henzell erstmals für die Teilnahme an den Olympischen Spielen. Hier besiegte er im Einzel den US-Amerikaner Khoa Nguyen, verlor anschließend jedoch gegen den Österreicher Chen Weixing. Das Doppel mit David Zalcberg gewann in der ersten Runde gegen Massimiliano Mondello/Yang Min (Italien) und unterlag danach den Niederländern Trinko Keen/Danny Heister.
Auch 2008 erreichte er durch Sieg in der Vorrunde gegen Idir Khourta (Algerien) sowie in Runde eins über den Schweden Jens Lundqvist im Einzel die zweite Runde, wo er gegen Yoon Jae-young aus Südkorea ausschied. Mit der Mannschaft kam er auf Platz 13.
2012 überstand er im Einzel sogar zwei Runden. Er gewann gegen Ádám Pattantyús (Ungarn) und João Monteiro (Portugal), dann war gegen Vladimir Samsonov aus Weißrussland Endstation. Mit der Mannschaft kam er auf Platz neun.
2008 wurde William Henzell in die australische Table Tennis Hall of Fame aufgenommen. Im Oktober 2012 belegte er in der ITTF-Weltrangliste Platz 90.
Mitte der 1990er Jahre übersiedelte er nach Schweden und schloss sich hier dem Verein Kalmar und später Lyckerby an. 2006 wechselte er nach Deutschland zum FC Tegernheim, wo er in der 2. Bundesliga Süd spielte und in der Saison 2007/08 maßgeblich zum Gewinn der Meisterschaft beitrug (Tegernsee verzichtete damals auf den Aufstieg in die 1. BL). 2011 verließ er Tegernheim.

## Turnierergebnisse
| Verband | Veranstaltung            | Jahr | Ort          | Land | Einzel        | Doppel       | Mixed      | Team      |
| ------- | ------------------------ | ---- | ------------ | ---- | ------------- | ------------ | ---------- | --------- |
| AUS     | Commonwealth Meistersch. | 2004 | Kuala Lumpur | MAS  | Halbfinale    |              |            |           |
| AUS     | Commonwealth Spiele      | 2006 | Melbourne    | AUS  | Silber        |              |            |           |
| AUS     | ITTF Pro Tour            | 2014 | Sydney       | AUS  | Halbfinale    | letzte 16    |            |           |
| AUS     | ITTF Pro Tour            | 2011 | Stockholm    | SWE  | letzte 64     |              |            |           |
| AUS     | ITTF Pro Tour            | 2007 | Stockholm    | SWE  | letzte 32     |              |            |           |
| AUS     | ITTF Pro Tour            | 2007 | Wels         | AUT  | letzte 64     |              |            |           |
| AUS     | ITTF Pro Tour            | 2006 | Warschau     | POL  | letzte 64     |              |            |           |
| AUS     | ITTF Pro Tour            | 2006 | Belgrad      | SRB  | letzte 32     | letzte 16    |            |           |
| AUS     | ITTF Pro Tour            | 2006 | Velenje      | SVN  | letzte 64     |              |            |           |
| AUS     | ITTF Pro Tour            | 1999 | Melbourne    | AUS  | letzte 32     | letzte 16    |            |           |
| AUS     | OCEANIA Championships    | 2010 | Auckland     | NZL  | Gold          | Gold         | Gold       | 1         |
| AUS     | OCEANIA Championships    | 2006 | Geelong      | AUS  | Gold          | Halbfinale   | Gold       | 1         |
| AUS     | OCEANIA Championships    | 2004 | Whangarei    | NZL  | Gold          | Gold         | Halbfinale | 2         |
| AUS     | OCEANIA Championships    | 2002 | Suva         | FIJ  | Halbfinale    | Halbfinale   |            | 2         |
| AUS     | Oceania Cup              | 2011 | Adelaide     | AUS  | Gold          |              |            |           |
| AUS     | Olympische Spiele        | 2012 | London       | ENG  | letzte 32     |              |            | 9         |
| AUS     | Olympische Spiele        | 2008 | Peking       | CHN  | letzte 64     |              |            | 13        |
| AUS     | Olympische Spiele        | 2004 | Athen        | GRE  | letzte 64     | letzte 32    |            |           |
| AUS     | Weltmeisterschaft        | 2012 | Dortmund     | GER  |               |              |            | 35        |
| AUS     | Weltmeisterschaft        | 2011 | Rotterdam    | NED  | letzte 128    | Qual.        | letzte 64  |           |
| AUS     | Weltmeisterschaft        | 2010 | Moskau       | RUS  |               |              |            | 50        |
| AUS     | Weltmeisterschaft        | 2009 | Yokohama     | JPN  | letzte 128    | letzte 64    | letzte 64  |           |
| AUS     | Weltmeisterschaft        | 2008 | Guangzhou    | CHN  |               |              |            | 43        |
| AUS     | Weltmeisterschaft        | 2007 | Zagreb       | CRO  | letzte 128    | keine Teiln. | letzte 64  |           |
| AUS     | Weltmeisterschaft        | 2006 | Bremen       | GER  |               |              |            | 37        |
| AUS     | Weltmeisterschaft        | 2004 | Doha         | QAT  |               |              |            | 37        |
| AUS     | Weltmeisterschaft        | 2003 | Paris        | FRA  | Qual          | Qual         | Qual       |           |
| AUS     | Weltmeisterschaft        | 2001 | Osaka        | JPN  | Qual          | letzte 64    | letzte 128 | 45        |
| AUS     | World Cup                | 2014 | Düsseldorf   | GER  | 17.–20. Platz |              |            |           |
| AUS     | World Cup                | 2013 | Verviers     | BEL  | 17.–20. Platz |              |            |           |
| AUS     | World Cup                | 2012 | Liverpool    | ENG  | 17. Platz     |              |            |           |
| AUS     | World Cup                | 2011 | Paris        | FRA  | 17. Platz     |              |            |           |
| AUS     | World Cup                | 2011 | Magdeburg    | GER  |               |              |            | 11. Platz |
| AUS     | World Cup                | 2007 | Barcelona    | ESP  | 13.–16. Platz |              |            |           |
| AUS     | World Cup                | 2006 | Paris        | FRA  | 13.–16. Platz |              |            |           |
| AUS     | World Cup                | 2005 | Lüttich      | BEL  | 13.–16. Platz |              |            |           |